# Abdulrahman ibn Fáisal

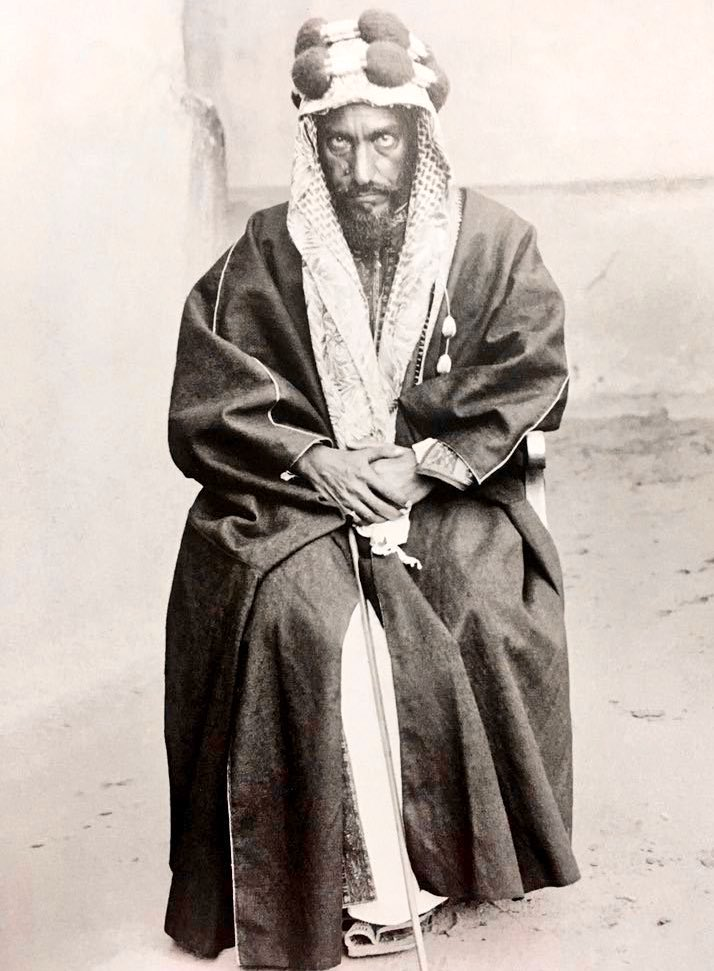
Abdulrahman ibn Faisal, fotografiado en 1875.

Abd al-Rahman ibn Fáisal Al Saúd  (1850-1928) (en árabe: عبد الرحمن بن فيصل) fue el hijo menor de Fáisal bin Turki Al Saúd, miembro de la Casa de Saúd y también fue el padre del rey Abdelaziz bin Saúd, el primer rey de la Arabia Saudita. Abd ul-Rahman fue el último soberano del Emirato de Nechd, el Segundo Estado Saudí. Su nombre completo es Abd ul-Rahman ibn Fáisal ibn Turki Al Saúd.
En 1875 su hermano, Saúd bin Fáisal, murió y Abd ul-Rahman sucedió a Saúd. No obstante, en menos de un año, su hermano Abdulah ibn Fáisal amenazó con quitarle Riad y se proclamó a sí mismo rey. En 1886 los hermanos de Abdalah se sublevaron contra él, y Abd ul-Rahman ganó Riad una vez más en 1889. Después, hubo más disputas entre los hijos de Fáisal y Abd ul-Rahman, que finalmente se exilió al desierto hasta la ascensión de Abdelaziz, su hijo, al trono. 
Abd ul-Rahman murió en 1928 a la edad de 78 años.
- Datos: Q317421
- Multimedia: Abdul Rahman ibn Faisal / Q317421